# Axel Emil Betzonich
Axel Emil Betzonich, född 1852 i Köpenhamn, död 1899 på samma ort, var en dansk författare, brorson till Georg Emil Betzonich.
Betzonich har skrivit en rad berättelser, Juleaften paa Kvisten (1884), Skibbrudne Folk (1888), Myrrha (1892), Peter Jensen (1893), Don Juans Efteraar (1895), och ett par små skådespel Stor i Skrøbelighed och Guldkareten.